# USS Kingfish (SS-234)
USS Kingfish (SS-234) là một tàu ngầm lớp Gato từng phục vụ cùng Hải quân Hoa Kỳ trong Chiến tranh Thế giới thứ hai. Nó là chiếc tàu chiến đầu tiên của Hải quân Hoa Kỳ được đặt cái tên này, theo tên loài cá thu vua. Nó đã phục vụ trong suốt Thế chiến II, thực hiện tổng cộng mười hai chuyến tuần tra, đánh chìm 14 tàu Nhật Bản với tổng tải trọng 48.866 tấn. Con tàu được cho ngừng hoạt động sau khi xung đột chấm dứt vào năm 1946, rồi cuối cùng bị bán để tháo dỡ vào năm 1960. Kingfish được tặng thưởng chín Ngôi sao Chiến trận do thành tích phục vụ trong Thế Chiến II.

## Thiết kế và chế tạo
Lớp tàu ngầm Gato được thiết kế cho mục đích một tàu ngầm hạm đội nhằm có tốc độ trên mặt nước cao, tầm hoạt động xa và vũ khí mạnh để tháp tùng hạm đội chiến trận. Con tàu dài 311 ft 9 in (95,02 m) và có trọng lượng choán nước 1.525 tấn Anh (1.549 t) khi nổi và 2.424 tấn Anh (2.463 t) khi lặn. Chúng trang bị động cơ diesel dẫn động máy phát điện để cung cấp điện năng cho bốn động cơ điện, đạt được công suất 5.400 shp (4.000 kW) khi nổi và 2.740 shp (2.040 kW) khi lặn, cho phép đạt tốc độ tối đa 21 hải lý trên giờ (39 km/h) và 9 hải lý trên giờ (17 km/h) tương ứng. Tầm xa hoạt động là 11.000 hải lý (20.000 km) khi đi trên mặt nước ở tốc độ 10 hải lý trên giờ (19 km/h) và có thể hoạt động kéo dài đến 75 ngày và lặn được sâu tối đa 300 ft (90 m).
Lớp tàu ngầm Gato được trang bị mười ống phóng ngư lôi 21 in (530 mm), gồm sáu ống trước mũi và bốn ống phía phía đuôi tàu, chúng mang theo tối đa 24 quả ngư lôi. Vũ khí trên boong tàu gồm một hải pháo 3 inch/50 caliber, và thường được tăng cường một khẩu pháo phòng không Bofors 40 mm nòng đơn và một khẩu đội Oerlikon 20 mm nòng đôi, kèm theo súng máy .50 caliber và .30 caliber. Tiện nghi cho thủy thủ đoàn bao gồm điều hòa không khí, thực phẩm trữ lạnh, máy lọc nước, máy giặt và giường ngủ cho hầu hết mọi người, giúp họ chịu đựng cái nóng nhiệt đới tại Thái Bình Dương cùng những chuyến tuần tra kéo dài đến hai tháng rưỡi.
Kingfish được đặt lườn tại Xưởng hải quân Portsmouth ở Kittery, Maine vào ngày 29 tháng 8, 1941. Nó được hạ thủy vào ngày 2 tháng 3, 1942, được đỡ đầu bởi bà Harry A. Stuart, phu nhân Chuẩn đô đốc Harry A. Stuart, và được cho nhập biên chế cùng Hải quân Hoa Kỳ vào ngày 20 tháng 5, 1942 dưới quyền chỉ huy của Hạm trưởng, Thiếu tá Hải quân Vernon L. Lowrance.

## Lịch sử hoạt động

### 1942

#### Chuyến tuần tra thứ nhất
Sau khi hoàn tất việc chạy thử máy huấn luyện ngoài khơi New London, Connecticut và sửa chữa sau chạy thử máy, Kingfish chuẩn bị để được điều động sang khu vực Mặt trận Thái Bình Dương. Nó rời Căn cứ Tàu ngầm Hải quân New London để đi sang quần đảo Hawaii, đi đến Trân Châu Cảng vào ngày 31 tháng 8, 1942. Sau khi tiếp tục huấn luyện, nó khởi hành vào ngày 9 tháng 9 cho chuyến tuần tra đầu tiên gần bờ biển chính quốc Nhật Bản. Trông thấy một đoàn ba tàu buôn, nó đã phóng một loạt ba quả ngư lôi nhắm vào chiếc lớn nhất, ghi được một quả trúng đích, nhưng không thể xác nhận kết quả do phải lẩn tránh cuộc truy đuổi và tấn công bằng mìn sâu kéo dài suốt 18 giờ. Vào ngày 1 tháng 10, nó trông thấy và phóng ba ngư lôi đánh chìm chiếc Yomei Maru (2.860 tấn), rồi lặn sâu để né tránh cuộc truy đuổi. Bốn ngày sau đó, nó phát hiện và tấn công một tàu chở hàng ngoài khơi Muroto Zaki nhưng không thể xác định kết quả. Đến ngày 23 tháng 10, nó tiếp tục đánh chìm chiếc tàu buôn Seiko Maru (2.608 tấn) với hai quả ngư lôi, rồi kết thúc chuyến tuần tra khi quay về Midway vào ngày 3 tháng 11.

#### Chuyến tuần tra thứ hai
Sau khi được tái trang bị, Kingfish lên đường vào ngày 25 tháng 11 cho chuyến tuần tra thứ hai tại khu vực Chichi-jima. Sau khi tiến vào biển Đông vào ngày 5 tháng 12, nó phát hiện chiếc tàu buôn Hino Maru số 3 (4.391 tấn) và đánh chìm mục tiêu hai ngày sau đó. Đến ngày 28 tháng 12, nó tiếp tục đánh chìm chiếc tàu buôn Choyo Maru (5.388 tấn). Sang đầu tháng 1, 1943, nó tiêu diệt hai tàu đánh cá bằng hải pháo trước khi quay trở về Trân Châu Cảng vào ngày 23 tháng 1.

### 1943

#### Chuyến tuần tra thứ ba
Trong chuyến tuần tra thứ ba từ ngày 16 tháng 2 đến ngày 9 tháng 4 tại vùng biển ngoài khơi Đài Loan, đánh chìm một tàu đánh cá ngoài khơi quần đảo Bonin và phóng ngư lôi đánh trúng một tàu chở hành khách, nhưng không thể đánh giá kết quả do đối phương ném bom và thả mìn sâu phản công. Vào ngày 17 tháng 3, nó gây hư hại cho một tàu buôn, và hai ngày sau đó đã đánh chìm tàu chở quân Takachiho Maru (8.154 tấn). Đến ngày 23 tháng 3, nó bị hư hại nặng bởi một đợt tấn công bằng mìn sâu của đối phương, nên phải rút lui về Trân Châu Cảng, và sau đó quay về vùng bờ Tây, đi đến Xưởng hải quân Mare Island ở Vallejo, California để tái cấu trúc một phần lườn tàu.

#### Chuyến tuần tra thứ tư và thứ năm
Rời xưởng tàu, Kingfish đi đến Trân Châu Cảng vào ngày 23 tháng 6, rồi lên đường vào ngày 1 tháng 7 cho chuyến tuần tra thứ tư tại vùng eo biển Babuyan, phía Bắc Philippines, phía Nam Đài Loan và gần Manila. Do không tìm thấy mục tiêu thích hợp, nó được lệnh quay trở về căn cứ Fremantle, Australia để tái trang bị.
Rời Fremantle vào ngày 24 tháng 9 cho chuyến tuần tra thứ tư tại khu vực biển Đông, Kingfish được giao hai nhiệm vụ đặc biệt: rải thủy lôi dọc theo các tuyến đường hàng hải đối phương; và cho đổ bộ một đội biệt kích Đồng Minh cùng thiết bị lên bờ biển Đông Bắc đảo Borneo. Sau khi hoàn thành nhiệm vụ, nó tiếp tục tuần tra, phá hủy một pháo hạm bằng hải pháo và gây hư hại cho một tàu chở dầu bằng ngư lôi ngoài khơi quần đảo Sibutu vào ngày 9 tháng 10. Sau đó nó đánh chìm chiếc tàu chở hàng Sana Maru (3.365 tấn) ngoài khơi mũi Varella vào ngày 20 tháng 10. Chiếc tàu ngầm quay trở về Fremantle vào ngày 14 tháng 11.

### 1944

#### Chuyến tuần tra thứ sáu
Trong chuyến tuần tra thứ sáu từ ngày 16 tháng 12, 1943 đến ngày 26 tháng 1, 1944, Kingfish khởi hành từ Fremantle để tuần tra tại khu vực biển Đông. Vào ngày 3 tháng 1, nó đã đánh chìm các tàu chở dầu Ryuei Maru (5.144 tấn) và Bokuei Maru (5.135 tấn), rồi đến ngày 7 tháng 1 lại tiếp tục đánh chìm tàu chở dầu Fushimi Maru số 3 (4.292 tấn). Nó quay trở về Trân Châu Cảng để được tái trang bị.

#### Chuyến tuần tra thứ bảy, thứ tám và thứ chín
Trong chuyến tuần tra thứ bảy từ ngày 19 tháng 2 đến ngày 9 tháng 4 tại khu vực quần đảo Mariana, Kingfish không hạ được mục tiêu nào cho phải chịu đựng những cuộc ném bom và thả mìn sâu của đối phương. Nó quay về căn cứ Majuro tại quần đảo Marshall để tiếp liệu trước khi tiếp tục hoạt động tuần tra. Chuyến tuần tra thứ tám tại khu vực quần đảo Bonin cũng không có kết quả do không ti4m thấy mục tiêu phù hợp; vì vậy nó được lệnh quay trở lại Midway, đến nơi vào ngày 19 tháng 6, rồi quay trở về Xưởng hải quân Mare Island để được đại tu.
Sau khi hoàn tất công việc tại xưởng tàu, Kingfish khởi hành từ Trân Châu Cảng cho chuyến tuần tra thứ chín từ ngày 12 tháng 10 đến ngày 28 tháng 11. Vào ngày 24 tháng 10, nó đánh chìm chiếc tàu buôn Ikutagawa Maru (2.220 tấn) ngoài khơi đảo Chichijima; rồi ba ngày sau đó lại tiếp tục đánh chìm tàu chở hàng Tokai Maru số 4 (537 tấn) và một xuồng đổ bộ ngoài khơi đảo Bắc Iwo Jima. Chuyển đến tuần tra khu vực ngoài khơi Okinawa, nó theo dõi một đoàn tàu vận tải nhưng không thể có được vị trí tấn công thuận lợi. Con tàu kết thúc chuyến tuần tra tại Guam.

### 1945

#### Chuyến tuần tra thứ mười
Khởi hành từ Guam vào ngày 23 tháng 12, 1944 cho chuyến tuần tra thứ mười ngoài khơi các đảo chính quốc Nhật Bản, Kingfish phát hiện một đoàn tàu vận tải vào ngày 2 tháng 1, 1945, nhưng thời tiết bất lợi khiến nó không thể tấn công. Sang đêm hôm sau, nó đánh chìm tàu chở hàng Yaei Maru (1.941 tấn) và tàu chở hành khách Shibozono Maru (1.831 tấn), rồi chuyển sang nhiệm vụ tìm kiếm và giải cứu phục vụ cho các chiến dịch ném bom từ tàu sân bay xuống chính quốc Nhật Bản. Nó quay trở về Guam vào ngày 1 tháng 2 để được tái trang bị.

#### Chuyến tuần tra thứ mười một và mười hai
Lại khởi hành từ Guam vào ngày 6 tháng 3 cho chuyến tuần tra thứ mười một, Kingfish tham gia một đội tấn công phối hợp "Bầy sói" bao gồm các tàu ngầm Icefish và Sawfish; tuy nhiên họ không phát hiện được mục tiêu nào giá trị. Đến cuối tháng 3, Kingfish giải cứu được bốn phi công thuộc Hạm đội Thái Bình Dương Anh Quốc. Rời khu vực tuần tra, nó đưa các phi công Hải quân Anh đến Saipan trước khi quay về Trân Châu Cảng vào ngày 25 tháng 4.
Rời khu vực Hawaii vào ngày 17 tháng 6 cho chuyến tuần tra thứ mười hai, Kingfish đi ngang qua Guam để đến ngoài khơi đảo Honshū, nơi nó đánh chìm hai thuyền buồm tuần tra bằng hải pháo vào ngày 5 tháng 8, đồng thời phá hủy nhiều quả thủy lôi trôi nổi trên biển. Nó về đến Midway vào đúng lúc Nhật Bản chấp nhận đầu hàng vào ngày 15 tháng 8, giúp chấm dứt vĩnh viễn cuộc xung đột.
Lên đường vào ngày 27 tháng 8 để quay trở về vùng bờ Đông Hoa Kỳ, Kingfish đi ngang qua Trân Châu Cảng và băng qua kênh đào Panama trước khi đi đến Galveston, Texas vào ngày 23 tháng 9. Chiếc tàu ngầm đi đến Orange, Texas vào ngày 25 tháng 10 để tham gia những lễ hội nhân ngày Hải quân tại đây, rồi lên đường vào ngày 30 tháng 10 để quay về Căn cứ Tàu ngầm Hải quân New London, đi đến New London, Connecticut vào ngày 5 tháng 11.
Kingfish được cho xuất biên chế tại New London vào ngày 9 tháng 3, 1946, và được đưa về Hạm đội Dự bị Đại Tây Dương. Tên nó được cho rút khỏi danh sách Đăng bạ Hải quân vào ngày 1 tháng 3, 1960, và con tàu bị bán cho hãng Albert Heller để tháo dỡ vào ngày 6 tháng 10, 1960.

## Phần thưởng
Kingfish được tặng thưởng chín Ngôi sao Chiến trận do thành tích phục vụ trong Thế Chiến II. Nó được ghi công đã đánh chìm 14 tàu Nhật Bản với tổng tải trọng 48.866 tấn.
|  |                                                                     |  |
|  | Silver star · Bronze star · Bronze star · Bronze star · Bronze star |  |

| Dãi băng Hoạt động Tác chiến  |                                                                         |                                      |
| Huân chương Chiến dịch Hoa Kỳ | Huân chương Chiến dịch Châu Á-Thái Bình Dương với 9 Ngôi sao Chiến trận | Huân chương Chiến thắng Thế Chiến II |